# Селище № 13
селище № 13 (рос. Посёлок № 13) — селище у Всеволожському районі Ленінградської області Російської Федерації.
Населення становить 63 особи. Належить до муніципального утворення Рах'їнське міське поселення.

## Історія
Від 1 серпня 1927 року належить до Ленінградської області.

## Населення
| 2007 | 2010 | 2017 |
| ---- | ---- | ---- |
| 105  | ↘66  | ↘63  |